# Yi (popolo)
Gli Yi (nel dialetto Liangshan: ꆈꌠ, trascrizione ufficiale: Nuosu, Alfabeto Fonetico Internazionale: [nɔ̄sū]; in cinese: 彝族S, YízúP; il vecchio nome "Lolo" è ora considerato dispregiativo in Cina, sebbene sia ufficialmente usato in Vietnam come Lô Lô) sono un gruppo etnico facente parte dei 56 gruppi etnici riconosciuti ufficialmente dalla Repubblica popolare cinese, e dei 54 gruppi etnici ufficialmente riconosciuti dal Vietnam.
Vivono principalmente in abitazioni rurali nelle province del Sichuan, Yunnan, Guizhou e Guangxi, di solito in zone di montagna. Secondo una statistica del 1999, ci sono circa 3300 Lô Lô nelle province vietnamite di Hà Giang, Cao Bằng e Lào Cai.
Gli Yi parlano la lingua Yi, del ceppo linguistico tibeto-birmano e molto simile alla lingua birmana.

## Storia
La leggenda racconta che gli Yi discendono dall'antico popolo dei Qiang della Cina orientale; popolo da cui discendono anche i Tibetani e i Naxi, oltre agli odierni Qiang. Essi migrarono dal sud-est della Cina (regioni del Tibet) attraverso il Sichuan e penetrarono nella provincia di Yunnan, dove poi si insediarono definitivamente.
Praticano la religione dell'animismo e sono spiritualmente guidati da uno sciamano conosciuto come il Bimaw. Possiedono, inoltre, antichi testi religiosi scritti nel loro caratteristico linguaggio pittografico. Questa religione contiene diversi elementi del Daoismo e del Buddismo.
Molti degli Yi nel nord-ovest dello Yunnan praticavano una complicata forma di schiavitù. Le persone erano divise in Yi Neri (i nobili) e in Yi Bianchi (la gente comune). Gli Yi Bianchi, insieme agli altri gruppi etnici della regione, erano trattati come schiavi, anche se agli schiavi più importanti era permesso possedere un proprio appezzamento di terreno, propri schiavi personali e di trattare addirittura nella compra-vendita di questi; inoltre potevano comprare la propria libertà.